# Tabanus stekhoveni
Tabanus stekhoveni är en tvåvingeart som beskrevs av Philip 1960. Tabanus stekhoveni ingår i släktet Tabanus och familjen bromsar. Inga underarter finns listade i Catalogue of Life.